# 托马斯·霍尔姆斯特伦
托马斯·霍尔姆斯特伦（瑞典語：Tomas Holmström，1973年1月23日—），瑞典男子冰球运动员。他曾代表瑞典参加2002年和2006年冬季奥林匹克运动会冰球比赛，获得一枚金牌。